# Giovanni Caselli (antropologo)
Giovanni Caselli (Bagno a Ripoli, 14 aprile 1939) è un antropologo italiano.

## Biografia
È stato eletto Fellow del Royal Anthropological Institute of Great Britain and Ireland dal 1972 e membro del Royal Archaeological Institute of Great Britain dal 1985. È stato un paleoartista. Ha tenuto conferenze in antropologia e archeologia in diversi paesi. È stato studioso in residenza all'Università di Malta dove ha insegnato etnoarcheologia, svolgendo nel contempo attività di divulgatore di scienze e di storia, di creatore di collane divulgative, di autore, di illustratore di volumi per ragazzi e adulti e di consulente editoriale.
Ha dato vita a numerose imprese editoriali in Inghilterra e in Italia. Il suo stile illustrativo nel settore della ricostruzione archeologica è stato adottato da numerosi artisti in Italia e all'estero. È presente con circa quaranta schede nel Catalogo della Library of Congress e con 52 nel Catalogo della British Library. Caselli è stato il primo a rilevare sul terreno il percorso della Via Francigena da Canterbury fino a Roma.
Si occupa successivamente dell'impatto della cultura iranica sulla formazione dell'Europa medievale. Viveva e lavorava a Bibbiena nel Casentino da dove, nel 1969, iniziarono le sue prime ricerche antropologiche.
In virtù della legge Bacchelli, nel settembre 2020 il Presidente della Repubblica gli ha concesso un assegno straordinario vitalizio dell'importo di 24000€ annui.

## Studi sulle vie romee
Il 7 marzo 2007 Giovanni Caselli tenne una conferenza mirata a dare l'avvio alla ricostruzione sul terreno della Via romea di Stade (come descritta dall'abate Alberto negli "Annales Stadenses" del 1236 conservati nella biblioteca di Wolfenbüttel) nel Municipio di Ochsenfurt di fronte ai rappresentanti di almeno 20 comuni tedeschi attraversati dall'itinerario storico. Da allora, assieme ad Uwe Schott di Plankstadt (Mannheim), Caselli si è adoperato per coinvolgere le amministrazioni locali dei Länder attraversati dall'antica via per ripristinare l'itinerario e aprirlo al pubblico. Agli inizi di settembre 2010 è stata affissa la segnaletica "Via Romea" in un tratto di strada che va da Braunschweig a Wernigerode nella Bassa Sassonia. Nel 2013 la segnaletica era stata affissa fino a Mittenwald sul confine austriaco, e in Italia da Bolzano a Salorno e da Ravenna a Montefiascone.